# Wydawnictwo Pogranicze
Wydawnictwo Pogranicze – wydawnictwo książkowe, którego właścicielem jest Fundacja Pogranicze. 
Wydawnictwo rozpoczęło swoją działalność w 1993 roku. W tym samym roku ukazał się pierwszy numer czasopisma Krasnogruda, poświęconego narodom, kulturom i małym ojczyznom Europy Środkowowschodniej. W 1994 roku wydawnictwo rozpoczęło publikację książek, a pierwszą powieścią, która się w nim ukazała był Koziołek za dwa grosze Grigorija Kanowicza. 
W następnych latach pojawiły się kolejne ważne publikacje, między innymi książka Jana Tomasza Grossa Sąsiedzi, która wywołała szerokie dyskusje na temat relacji polsko-żydowskich.

## Meridian
W roku 1999 zaczęła ukazywać się seria wydawnicza Meridian, prezentująca twórczość autorów i autorek z Europy Środkowej i Wschodniej, takich jak, min.: Arczil Kikodze, Andrij Lubka, Claudio Magris, Irena Grudzińska-Gross, Emil Hakl, Georgi Gospodinow, Filip David, Lajos Grendel, Bohdan Osadczuk, Jonas Mekas, Gyorgy Konrad, Patrik Ouředník, Ivan Čolović, Mirko Kovač, Lejla Kalamujić, Jaan Kaplinski, Gordana Kuić.

## Inicjał
W roku 2008 rozpoczęto wydawanie serii poetyckiej Inicjał. Wydawane w niej numerowane egzemplarze tomików poezji zawierają ręcznie wykonane grafiki autorstwa Wiesława Szumińskiego, artysty plastyka pochodzącego z Suwałk. Pierwszym tomikiem wydanym w ramach serii był zbiór wierszy Zbigniewa Macheja pt. Zima w małym mieście na granicy.